# 欢娱影视
东阳欢娱影视文化有限公司成立于2012年，创始人为中國大陸知名編劇、製作人正，以及中国大陆知名影视出品人，制片人杨乐，总部位于北京市朝阳区。前身是2011年在上海成立的于正工作室，工作室隶属于该公司。

## 历史
2012年8月1日，东阳欢娱影视文化有限公司注册成立，并将总部设立在北京；联合出品《宫锁珠帘》，为当时湖南卫视年度收视第一的电视剧。
2013年，联合出品并承制的作品《陆贞传奇》湖南卫视独家播出，收视率保持同时段第一，年度收视第三。
2018年，欢娱影视制作的古装剧《延禧攻略》在爱奇艺播出，平台播放量超过150亿次。该剧随后在多个海外市场播出。
2019年，欢娱影视联合出品综艺真人秀《演技派》上线；欢娱影视于第23届香港国际影视展与TVB达成《大唐女儿行》版权合作。
此后，欢娱影视与更多媒体网络合作，包括HBO、FOX、Netflix和Disney+等。
2021年8月，欢娱影视在中国浙江省横店市成立了欢娱影视文化博物馆。
2023年1月，欢娱影视参加中国驻新加坡大使馆举办的“文化游园活动"、 展示了《皓镧传》和《鬓边不是海棠红》等作品的传统服饰和饰品。
2024年11月，欢娱影视文化博物馆荣获浙江省三星级乡村博物馆评定。11月29日，欢娱影视参加了在雅加达举行的第29届亚洲电视大奖、并就电视剧的国际传播以及文化娱乐的相互学习进行了交流。

## 影视作品

### 电视剧作品

#### 2003年
| 开机时间 | 首播时间 | 剧名               | 导演 | 主演                           |
| 2002年   | 2003年   | 《带我飞，带我走》 | 江澄 | 陈浩民、佘诗曼、孟广美、薛佳凝 |

#### 2004年
| 开机时间 | 首播时间 | 剧名         | 导演   | 主演                       |
| 2003年   | 2004年   | 《荆轲传奇》 | 李惠民 | 刘烨、何润东、王亚楠、邵兵 |

#### 2005年
| 开机时间 | 首播时间 | 剧名           | 导演   | 主演                         |
| 2004年   | 2005年   | 《烟花三月》   | 梁成   | 陈浩民、杜雨露、郝蕾、高圆圆 |
| 2005年   | 2005年   | 《我爱河东狮》 | 杨文军 | 焦恩俊、陈好、丁子峻、薛佳凝 |

#### 2006年
| 开机时间 | 首播时间 | 剧名         | 导演   | 主演                         |
| 2005年   | 2006年   | 《大清后宫》 | 张轩南 | 胡静、黄维德、陈浩民、傅艺伟 |

#### 2007年
| 开机时间 | 首播时间 | 剧名           | 导演               | 主演                               |
| 2006年   | 2007年   | 《楚留香传奇》 | 刘逢声、凌云、林峰 | 朱孝天、胡静、秋瓷炫、孙菲菲、崔鹏 |

#### 2008年
| 开机时间 | 首播时间 | 剧名           | 导演           | 主演                       |
| 2007年   | 2008年   | 《最后的格格》 | 刘逢声、周家文 | 霍思燕、陈键锋、严屹宽     |
| 2007年   | 2008年   | 《胭脂雪》     | 滕文骥         | 霍建华、刘雪华             |
| 2008年   | 2008年   | 《一千滴眼泪》 | 吴锦源、陈国华 | 朱茵、刘恺威、冯绍峰、李倩 |

#### 2009年
| 开机时间 | 首播时间 | 剧名         | 导演                   | 主演                           |
| 2008年   | 2009年   | 《锁清秋》   | 吴锦源、陈国华、梁本熙 | 安以轩、冯绍峰、伊能静、李彩桦 |
| 2007年   | 2009年   | 《玫瑰江湖》 | 袁英明、林玉芬、王少杰 | 钟汉良、霍思燕、孙菲菲、何晟铭 |
| 2009年   | 2009年   | 《贤妻良母》 | 吴锦源                 | 白珊、岳跃利、郑佩佩、李倩     |

#### 2010年
| 开机时间 | 首播时间 | 剧名               | 导演                   | 主演                           |
| 2009年   | 2010年   | 《大丫鬟》         | 何澍培、周家文         | 马雅舒、陈思诚、吴卓羲、米雪   |
| 2009年   | 2010年   | 《美人心计》       | 吴锦源、梁欣全、陈国华 | 林心如、杨幂、王丽坤、何晟铭   |
| 2010年   | 2010年   | 《欢喜婆婆俏媳妇》 | 杨志坚、周家文         | 苑琼丹、戴娇倩、何晟铭、刘恺威 |
|          | 2010年   | 《国色天香》       | 李慧珠、黄俊文         | 叶璇、刘恺威、何晟铭、何赛飞   |

#### 2011年
| 开机时间 | 首播时间 | 剧名             | 导演           | 主演                         |
| 2010年   | 2011年   | 《宫锁心玉》     | 李慧珠、黄俊文 | 杨幂、冯绍峰、何晟铭、佟丽娅 |
| 2010年   | 2011年   | 《唐宫美人天下》 | 李慧珠、麦贯之 | 张庭、明道、李小璐、何晟铭   |
| 2011年   | 2011年   | 《藏心术》       | 袁英明、胡储玺 | 蒋梦婕、甘婷婷、何晟铭、罗晋 |

#### 2012年
| 开机时间 | 首播时间 | 剧名               | 导演           | 主演                         |
| 2011年   | 2012年   | 《宫锁珠帘》       | 李慧珠、邓伟恩 | 杜淳、何晟铭、袁姗姗、孙菲菲 |
| 2011年   | 2012年   | 《赏金猎人》       | 成志超、雷瑞麟 | 钱泳辰、江铠同、李易峰、颖儿 |
| 2011年   | 2012年   | 《美人如画》       | 李慧珠、邓伟恩 | 杜淳、董洁、何晟铭、邓萃雯   |
| 2011年   | 2012年   | 《王的女人》       | 成志超、胡储玺 | 陈乔恩、明道、罗晋、袁姗姗   |
| 2011年   | 2012年   | 《山河恋美人无泪》 | 梁胜权         | 袁姗姗、刘恺威、张檬、蔡少芬 |

#### 2013年
| 开机时间 | 首播时间 | 剧名             | 导演                   | 主演                               |
| 2012年   | 2013年   | 《笑傲江湖》     | 胡意涓、黄俊文         | 霍建华、陈乔恩、袁姗姗、陈晓、杨蓉 |
| 2012年   | 2013年   | 《陆贞传奇》     | 李慧珠、邓伟恩、梁国冠 | 赵丽颖、陈晓、乔任梁、杨蓉         |
| 2012年   | 2013年   | 《像火花像蝴蝶》 | 李慧珠、邓伟恩         | 胡军、江一燕、郑国霖、王艳         |

#### 2014年
| 开机时间 | 首播时间 | 剧名         | 导演                   | 主演                                  |
| 2013年   | 2014年   | 《宫锁连城》 | 李慧珠、邓伟恩、温伟基 | 陆毅、袁姗姗、高云翔、 戴娇倩、杨蓉   |
| 2014年   | 2014年   | 《美人制造》 | 李慧珠、邓伟恩、黄俊文 | 金世佳、杨蓉、邓萃雯、米热            |
| 2013年   | 2014年   | 《神雕侠侣》 | 李慧珠                 | 陈晓、陈妍希、郑国霖、 杨明娜、张馨予 |

#### 2015年
| 开机时间 | 首播时间 | 剧名                 | 导演                   | 主演                       |
| 2013年   | 2015年   | 《大汉情缘之云中歌》 | 胡意涓、蔡晶盛、胡明凯 | 杨颖、杜淳、陆毅、陈晓     |
| 2014年   | 2015年   | 《班淑传奇》         | 徐惠康、朱锐斌、黄伟明 | 景甜、付辛博、李佳航、邓莎 |
|          | 2015年   | 《逆光之恋》         | 任海曜                 | 米热、迪丽热巴、张逸杰     |

#### 2016年
| 开机时间 | 首播时间 | 剧名         | 导演           | 主演                           |
| 2015年   | 2016年   | 《半妖倾城》 | 任海曜、刘镇明 | 李一桐、米热、 何瑞贤 、王茂蕾 |
| 2016年   | 2016年   | 《美人为馅》 | 李达超、梁辛全 | 杨蓉、白宇、李庚、何奉天、米热 |

#### 2017年
| 开机时间 | 首播时间 | 剧名           | 导演                            | 主演                                        |
| 2015年   | 2017年   | 《云巅之上》   | 李文龙、李慧珠、邓伟恩、 陈家霖 | 陈晓、袁姗姗、蒋梦婕、郭晓东、 米热、臧洪娜 |
| 2016年   | 2017年   | 《大王不容易》 | 任海曜、刘镇明                  | 白鹿、张逸杰                                |

#### 2018年
| 开机时间 | 首播时间 | 剧名         | 导演           | 主演                             |
| 2017年   | 2018年   | 《凤囚凰》   | 李慧珠         | 关晓彤、宋威龙、张逸杰、白鹿     |
| 2017年   | 2018年   | 《延禧攻略》 | 惠楷栋、温德光 | 吴谨言、佘诗曼、秦岚、聂远、许凯 |

#### 2019年
| 开机时间 | 首播时间 | 剧名         | 导演   | 主演                 |
| 2017年   | 2019年   | 《皓镧传》   | 李达超 | 吴谨言、茅子俊、聂远 |
| 2018年   | 2019年   | 《烈火军校》 | 惠楷栋 | 白鹿、许凯           |
| 2019年   | 2019年   | 《金枝玉叶》 | 于正   | 王鹤润、王一哲       |

#### 2020年
| 开机时间 | 首播时间 | 剧名               | 导演         | 主演                 |
| 2018年   | 2020年   | 《鬓边不是海棠红》 | 惠楷栋       | 黄晓明、尹正、佘诗曼 |
| 2019年   | 2020年   | 《拾光的秘密》     | 綦晓卉、国浩 | 赵弈钦、李浩菲       |

#### 2021年
| 开机时间 | 首播时间 | 剧名         | 导演                   | 主演                 |
| 2019年   | 2021年   | 《骊歌行》   | 王晓明、白云默、申兆清 | 李一桐、许凯         |
| 2020年   | 2021年   | 《玉楼春》   | 高寒、白云默           | 白鹿、金晨、王一哲   |
| 2020年   | 2021年   | 《双镜》     | 李达超                 | 张南、孙伊涵         |
| 2020年   | 2021年   | 《当家主母》 | 王晓明、国浩           | 蒋勤勤、张慧雯、杨蓉 |

#### 2022年
| 开机时间 | 首播时间 | 剧名       | 导演         | 主演                     |
| 2020年   | 2022年   | 《尚食》   | 王威、白云默 | 许凯、吴谨言             |
| 2022年   | 2022年   | 《珍馐记》 | 国浩         | 何瑞贤、王星越           |
| 2019年   | 2022年   | 《传家》   | 王威、白云默 | 秦岚、韩庚、吴谨言、聂远 |

#### 2023年
| 开机时间 | 首播时间 | 剧名           | 导演         | 主演                                |
| 2021年   | 2023年   | 《正好遇见你》 | 高寒         | 张南、李小冉、张博、郑凯            |
| 2021年   | 2023年   | 《微雨燕双飞》 | 王威         | 张南、王玉雯、孙艺洲                |
| 2021年   | 2023年   | 《为有暗香来》 | 白云默、国浩 | 周也、王星越、彭楚粤、张逸杰、赵 晴 |

#### 2024年
| 开机时间 | 首播时间 | 剧名               | 导演                     | 主演                         |
| 2023年   | 2024年   | 《墨雨云间》       | 侣皓吉吉、白云默、马诗歌 | 吴谨言、王星越、陈鑫海       |
| 2024年   | 2024年   | 《凤凰：她的传奇》 | 张晓敏、王心             | 陶昕然、温峥嵘、斓曦、曹斐然 |

#### 2025年
| 开机时间 | 首播时间 | 剧名         | 导演                 | 主演                                            |
| 2024年   | 2025年   | 《五福臨門》 | 杨欢、白云默、马诗歌 | 卢昱晓、王星越、倪虹洁、刘些宁、 陈鹤一、吴宣仪 |
| 2024年   | 2025年   | 《臨江仙》   | 智磊、國浩           | 白鹿、曾舜晞、何瑞賢、陳鑫海                    |

### 电影作品
| 首播时间 | 剧名                 | 导演   | 主演                         |
| 2013年   | 《我为宫狂》         | 刘宁   | 张哲瀚、孙耀琦               |
| 2013年   | 《宫锁沉香》         | 潘安子 | 周冬雨、陈晓、朱梓骁、赵丽颖 |
| 2014年   | 《我为宫狂2》        | 左勋   | 张哲瀚、邓莎、叶新晨、宋洋   |
| 2020年   | 《紫禁城里的小食光》 | 于正   | 张静初、周陆啦、王玉雯       |

### 综艺／真人秀节目
| 首播时间      | 名稱       | 导演 | 发起人 |
| 2019年11月8日 | 《演技派》 | 胡明 | 于正   |

## 团队
| 职位           | 成员 |
| 创始人         | 于正、杨乐 |
| 导演           | 惠楷栋、王威、白云默、国浩、马诗歌、吴承峰、李溪、四格、喜子                                                                                         |
| 制片           | 苏苒 |
| 监制           | 马田、李秀珍 |
| 美术指导       | 钟移风、栾贺鑫 |
| 编剧           | 任亚南、杨州 |
| 作者           | 苏他 |
| 灯光师         | 彭镇 |
| 攝影師         | 陈凯、尹亚飞、朱山尽 |
| 服装造型       | 宋晓涛 |
| 男艺人         | 许凯、王星越、聂远、梁永棋、赵弈钦、昌隆、洪尧、何奉天、郑凯、王一哲、罗泽楷、孙傲、弭金、刘铭浩、杨星慧、李宗浩、白川、陈腾跃、刘擎、李柏煦、金绪泽 |
| 女艺人         | 白鹿、吴谨言、杨蓉、何瑞贤、张南、赵晴、吴佳怡、赵嘉敏、鲁照华、张译兮、孙寈惠、张婉莹、滕泽文、卢雅熙、钱锦                                         |
| 新加坡艺人代表 | 黄暄婷、孙政、洪凌 |

## 外部連結
- 官方网站（简体中文）（英文）
- 欢娱影视的新浪微博
- YouTube上的欢娱影视官方频道 China Huanyu Ent. Official Channel頻道